# Ategorrieta (przystanek kolejowy)
Ategorrieta (hiszp. Estación de Ategorrieta, bask. Ategorrietako geltokia) – przystanek kolejowy w San Sebastián, w prowincji Gipuzkoa, we wspólnocie autonomicznej Kraj Basków, w Hiszpanii. Jest obsługiwany przez pociągi linii C-1 Cercanías San Sebastián.

## Położenie stacji
Znajduje się na 624,307 km linii Madryt – Hendaye rozstawu normalnotorowego, na wysokości 19 m n.p.m.. Linia jest dwutorowa i zelektryfikowana.

## Historia
Przystanek został otwarty w dniu 20 sierpnia 1863 wraz z odcinkiem Beasain-San Sebastián linii Madryt-Hendaye. Linię wybudowała Norte. Spółka zarządzała linią do 1941 roku kiedy nastąpiła nacjonalizacja kolei w Hiszpanii i włączono ją do nowo utworzonego RENFE.
Od 31 grudnia 2004 infrastrukturą kolejową zarządza Adif.

## Linie kolejowe
- Madryt – Hendaye